# Ламарк-Рюстен
Лама́рк-Рюсте́н (фр. Lamarque-Rustaing, окс. La Marca d'Arrostanh) — коммуна во Франции, находится в регионе Юг — Пиренеи. Департамент — Верхние Пиренеи. Входит в состав Кантоны Франции. Округ коммуны — Тарб.
Код INSEE коммуны — 65253.

## География
Коммуна расположена приблизительно в 640 км к югу от Парижа, в 100 км западнее Тулузы, в 19 км к востоку от Тарба.
Коммуна расположена в местности Бигорр.

## Климат
Климат умеренно-океанический с солнечной тёплой погодой и обильными осадками на протяжении практически всего года.

## Население
Население коммуны на 2010 год составляло 57 человек.
| 1962 | 1968 | 1975 | 1982 | 1990 | 1999 | 2010 |
| ---- | ---- | ---- | ---- | ---- | ---- | ---- |
| 75   | 69   | 65   | 65   | 52   | 53   | 57   |

## Администрация
| Период | Период | Фамилия        | Партия | Примечания |
| ------ | ------ | -------------- | ------ | ---------- |
| 2008   | 2020   | Кристьян Дюпра |        |            |

## Экономика
В 2010 году среди 34 человек трудоспособного возраста (15-64 лет) 25 были экономически активными, 9 — неактивными (показатель активности — 73,5 %, в 1999 году было 73,5 %). Из 25 активных жителей работали 25 человек (14 мужчин и 11 женщин), безработных не было. Среди 9 неактивных 2 человека были учениками или студентами, 5 — пенсионерами, 2 были неактивными по другим причинам.